# Dimaku Fidelis
Dimaku Tochukwu Fidelis (Lagos, 22 aprile 1989) è un ex calciatore nigeriano, di ruolo difensore.

## Carriera
Il 1º agosto 2010 viene acquistato a titolo definitivo dalla squadra israeliana dell'Hapoel Akko, con cui tra il 2010 ed il 2013 gioca complessivamente 56 partite nella prima divisione locale.

## Statistiche

### Presenze e reti nei club
| Stagione                 | Squadra                  | Campionato               | Campionato | Campionato | Coppe nazionali | Coppe nazionali | Coppe nazionali | Coppe continentali | Coppe continentali | Coppe continentali | Altre coppe | Altre coppe | Altre coppe | Totale | Totale |
| Stagione                 | Squadra                  | Comp                     | Pres       | Reti       | Comp            | Pres            | Reti            | Comp               | Pres               | Reti               | Comp        | Pres        | Reti        | Pres   | Reti   |
| ------------------------ | ------------------------ | ------------------------ | ---------- | ---------- | --------------- | --------------- | --------------- | ------------------ | ------------------ | ------------------ | ----------- | ----------- | ----------- | ------ | ------ |
| 2008-2009                | Ironi R. HaSharon        | LL                       | ?          | ?          | -               | -               | -               | -                  | -                  | -                  | -           | -           | -           | ?      | ?      |
| 2009-2010                | Ironi R. HaSharon        | LL                       | ?          | ?          | -               | -               | -               | -                  | -                  | -                  | -           | -           | -           | ?      | ?      |
| Totale Ironi R. HaSharon | Totale Ironi R. HaSharon | Totale Ironi R. HaSharon | ?          | ?          |                 | -               | -               |                    | -                  | -                  |             | -           | -           | ?      | ?      |
| 2010-2011                | Hapoel Akko              | LH                       | 26         | 0          | -               | -               | -               | -                  | -                  | -                  | -           | -           | -           | 26     | 0      |
| 2011-2012                | Hapoel Akko              | LH                       | 18         | 0          | -               | -               | -               | -                  | -                  | -                  | -           | -           | -           | 18     | 0      |
| 2012-2013                | Hapoel Akko              | LH                       | 12         | 0          | -               | -               | -               | -                  | -                  | -                  | -           | -           | -           | 12     | 0      |
| Totale Hapoel Akko       | Totale Hapoel Akko       | Totale Hapoel Akko       | 56         | 0          |                 | -               | -               |                    | -                  | -                  |             | -           | -           | 56     | 0      |
| Totale carriera          | Totale carriera          | Totale carriera          | 56         | 0          |                 | -               | -               |                    | -                  | -                  |             | -           | -           | 56     | 0      |